# الرابطة الإسلامية الباكستانية (ن)
حزب الرابطة الإسلامية الباكستانية (ن) هو حزب سياسي باكستاني يصنف على أنه حزب يمين وسط. يرمز حرف (ن) إلى جناح نواز . انشق الحزب من حزب الرابطة الإسلامية .يرأس الحزب نواز شريف الذي كان يشغل منصب رئيس وزراء باكستان. ويقع معقل الحزب في إقليم البنجاب أكبر أقاليم باكستان سكاناً. ويعد الحزب الآن من أكثر الأحزاب السياسية شعبيةً في باكستان.
أصبح الحزب أكبر قوة سياسية في باكستان بعد أن فاز ب 186 مقعداً في الجمعية العامة الباكستانية في انتخابات عام 2013 ، كما حقق الحزب أغلبية كبيرة في مجلس إقليم البنجاب. ويتمتع أيضا بتمثيل في الإقاليم الأخرى.
ينتمي للحزب شهباز شريف رئيس حكومة أقليم البنجاب وشقيق نواز شريف .
في 30 يوليو 2013 حصل مرشح الحزب لرئاسة البلاد ممنون حسين على 277 صوتا في انتخابات الجمعية العامة ليصبح رئيسا لباكستان.